# Plantafstand

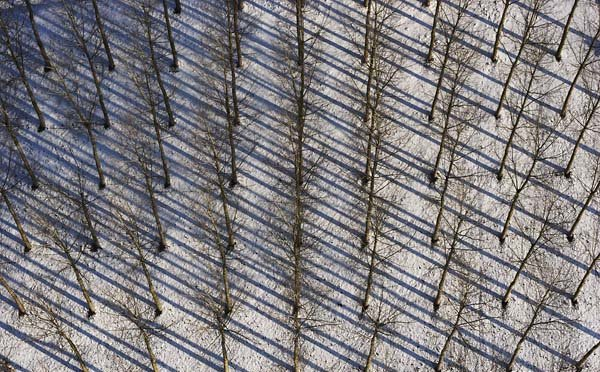
Populieren

De plantafstand is de onderlinge afstand waarop planten of bomen worden aangeplant.
Voor het resultaat is ook de snelheid waarmee het doel van de beplanting bereikt moet worden van belang. Omdat de plant na aanplant nog zal uitgroeien en daar ook de ruimte voor nodig heeft, is een correcte onderlinge afstand van belang. Wanneer de plant niet op eindafstand geplant wordt kunnen planten elkaar beconcurreren. Uitdunnen is een oplossing voor een te korte plantafstand.
De plantafstand kan ook de door de wet opgelegde minimale afstand zijn die moet worden gerespecteerd tot grens met het aanpalende perceel. Niet elke plant heeft dezelfde optimale plantafstand.
Voor de schietwilg (Salix alba) is dit bijvoorbeeld zes meter.